# پاراگ آگراوال
پاراگ آگراوال یک مدیر فناوری هندی-آمریکایی و مدیر عامل سابق اجرایی توئیتر بود.او در تاریخ ۲۷ اکتبر ۲۰۲۲ توسط ایلان ماسک مالک جدید توییتر از کار برکنار شد .
آگراوال در سال ۲۰۱۱ به عنوان مهندس نرم‌افزار ارشد به توییتر پیوست و در سال ۲۰۱۷ مدیر ارشد فناوری شد. در ۲۹ نوامبر ۲۰۲۱ جک دورسی، مدیرعامل توییتر اعلام کرد که از توئیتر استعفا می‌دهد و آگراوال مدیرعامل جدید این شرکت خواهد بود. او چهارمین فردی است که هدایت توییتر را برعهده می‌گیرد.  او با به کار آمدن ایلان ماسک به عنوان مالک توییتر ،از سمتش اخراج شد

## تحصیلات
آگراوال مدرک کارشناسی خود را از مؤسسه فناوری هند بمبئی و در علوم کامپیوتر از دانشگاه استنفورد دکترا گرفت.